# 村松明典
村松 明典（むらまつ あきのり）は、日本の地方公務員。首都大学東京経営企画室長や、東京都総務局総合防災部長、東京都中央卸売市場長、東京都産業労働局長、東京都総務局長等を経て、東京電力ホールディングス執行役。

## 人物・経歴
1984年横浜国立大学経営学部卒業。公立大学法人首都大学東京経営企画室長、東京都総務局総合防災部長、東京都産業労働局総務部長等を経て、2016年東京都産業労働局次長。同年から東京都中央卸売市場長を務め、築地市場移転問題にあたり、2018年には齋藤健農林水産大臣から豊洲市場を中央卸売市場として開設することの認可を得るなどし、東京都議会で民営化を否定しつつも、民間経営手法の導入を進めた。2019年東京都産業労働局長、東京臨海ホールディングス取締役、東京信用保証協会理事、東京都観光財団理事、東京都立産業技術大学院大学運営諮問会議委員。2021年東京都総務局長、東京都職員共済組合理事、東京マラソン財団評議員、東京都人材支援事業団評議員。2022年退職、東京電力ホールディングス執行役（カーボンニュートラル・防災支援担当）。2024年東京電力ホールディングス常務執行役（首都圏・立地地域連携担当兼カーボンニュートラル・防災支援担当、エリアエネルギーイノベーション事業室（共同））。